# Семпер, Лилиан Иоганнесовна
Лилиан Иоганнесовна Семпер (эст. Lilian Semper; 30 октября 1933 года — 12 декабря 2007 года) — эстонская пианистка и музыкальный педагог. Дочь Иоганнеса Семпера, племянница художника Адамсона-Эрика.

## Биография
Училась игре на фортепиано у матери, затем в Тартуской музыкальной школе (не окончила), в Таллинском музыкальном училище (окончила в 1952 году, ученица Ирмгард Каудре).
Среднее образование получила в 7-й средней школе Таллина, затем окончила Таллинскую консерваторию (1957) у Хельо Сепп и аспирантуру Московской консерватории у Якова Зака.
Концертировала с 1958 года как солистка и в дуэте (особенно часто со скрипачом Мати Кярмасом). Записала около 40 сонат для скрипки и фортепиано, сольные произведения Иоганна Себастьяна Баха, Фридерика Шопена, Белы Бартока, Вельо Тормиса и др. По мнению педагога Семпер Хельо Сепп,

Ей как исполнителю свойственны точность и простота, эстетическое совершенство, техническое мастерство, но и это, может быть, не самое характерное. Своеобразие игры Лилиан заключается и в духе спокойной мысли, неторопливой широты, живописности, с какой она преподносит слушателям произведения музыкального искусства.

С 1961 года преподавала в Эстонской академии музыки. Из учеников Семпер наиболее известна Ирина Захаренкова.